# Федеральное агентство кадастра объектов недвижимости
Федеральное агентство кадастра объектов недвижимости (Роснедвижимость) — федеральный орган исполнительной власти в ведении Министерства экономического развития Российской Федерации. Образовано было в результате реорганизации Федеральной службы земельного кадастра России (Росземкадастр). Упразднено 1 марта 2009 г.
Полномочия:
- управлением государственным имуществом;
- организацией ведения кадастра объектов недвижимости;
- государственная кадастровая оценка земель;
- землеустройство.

В соответствии с Указом Президента РФ от 25 декабря 2008 г. № 1847 «О Федеральной службе государственной регистрации, кадастра и картографии» реорганизовано с 1 марта 2009 год в Федеральную службу государственной регистрации, кадастра и картографии.

## Руководство
Руководители Роснедвижимости:
| N | ФИО                          | Дата назначение | Указ | Дата прекращения полномочий | Указ |
| - | ---------------------------- | --------------- | ---- | --------------------------- | ---- |
| 1 | Мишустин Михаил Владимирович | 2004            |      | 2006                        |      |
| 2 | Подобед Сергей Михайлович    | декабрь 2006    |      | январь 2008                 |      |